# Anolis microlepidotus
Espèce
Synonymes
- Norops microlepidotus (Davis, 1954)
- Anolis forbesi Smith & Van Gelder, 1955
- Norops forbesi (Smith & Van Gelder, 1955)
- Anolis forbesorum Smith & Van Gelder, 1955
- Norops forbesorum (Smith & Van Gelder, 1955)

Statut de conservation UICN

 LC  : Préoccupation mineure
Anolis microlepidotus est une espèce de sauriens de la famille des Dactyloidae. 

## Répartition
Cette espèce est endémique du Mexique. Elle se rencontre au Puebla et au Guerrero.

## Taxinomie
Anolis forbesi a été placé en synonymie par Köhler, Trejo-Pérez, Petersen et Mendez de la Cruz en 2014.

## Étymologie
Le nom spécifique microlepidotus vient du prefixe micro, petit, et du latin lepidotus, écailleux, en référence aux petites écailles dorsales de cette espèce.

## Publication originale
- Davis, 1954 : Three new anoles from Mexico. Herpetologica, vol. 10, no 1, p. 1-6.